# Serwatki
Serwatki ist ein polnisches Dorf der Gmina Nowogród im Powiat Łomżyński. Es liegt auf einer Höhe von etwa 125 Metern über dem Meeresspiegel in der Woiwodschaft Podlachien. Das Verwaltungszentrum der Gemeinde in Nowogród liegt etwa sieben Kilometer südlich von Serwatki.